# Anna von Hessen-Philippsthal-Barchfeld
Anna Friederike Wilhelmine Prinzessin von Hessen-Philippsthal-Barchfeld (* 14. Dezember 1735 in Ypern; † 7. Januar 1785 in Lemgo) war eine hessische Prinzessin und durch Heirat Gräfin von Lippe-Detmold.

## Leben

### Herkunft und Familie
Anna von Hessen-Philippsthal-Barchfeld wurde als Tochter des paragierten Landgrafen Wilhelm von Hessen-Philippsthal-Barchfeld (1692–1761) und dessen Gemahlin Charlotte von Anhalt-Bernburg-Schaumburg-Hoym (1704–1766) geboren und wuchs mit ihren Geschwistern Charlotte (1725–1798), Friedrich (1727–1777), Philipp (1728–1745), Johanna Charlotte (1730–1799), Caroline (1731–1808), Ulrike (1732–1795), Karl Wilhelm (1734–1764), Dorothea (1738–1799) und Adolf (1743–1803) auf.

### Wirken
Am 21. September 1767 heiratete Anna auf Schloss Wilhelmsburg den braunschweigischen Obristleutnant Ludwig Heinrich Adolf Graf zu Lippe-Detmold (1732–1800, Sohn des Fürsten Simon Heinrich zu Lippe), der aus Anlass der Hochzeit zum Oberst und Kommandanten des 3. Bataillons der hessen-kasselischen Garde befördert wurde.
Sie lebten in Lemgo und ließen dort ein Gebäude im Renaissancestil umgestalten und machten es zu ihrem Wohnsitz. Heute befindet sich in diesem Haus das Engelbert-Kaempfer-Gymnasium. 1769 ließ Graf Ludwig einen großen Garten, den Abteigarten Lemgo errichten. Zu dem Ensemble gehörte der Annenhof, in Gedenken an seine erste Frau Anna so bezeichnet. 1797 bestimmte er den Annenhof zur Residenz des Damenstiftes St. Marien. Heute ist dieses Gebäude Sitz der Volkshochschule Lemgo.
In dem großzügig angelegten Park befindet sich ein Denkmal des Grafen Ludwig zu Lippe-Detmold.

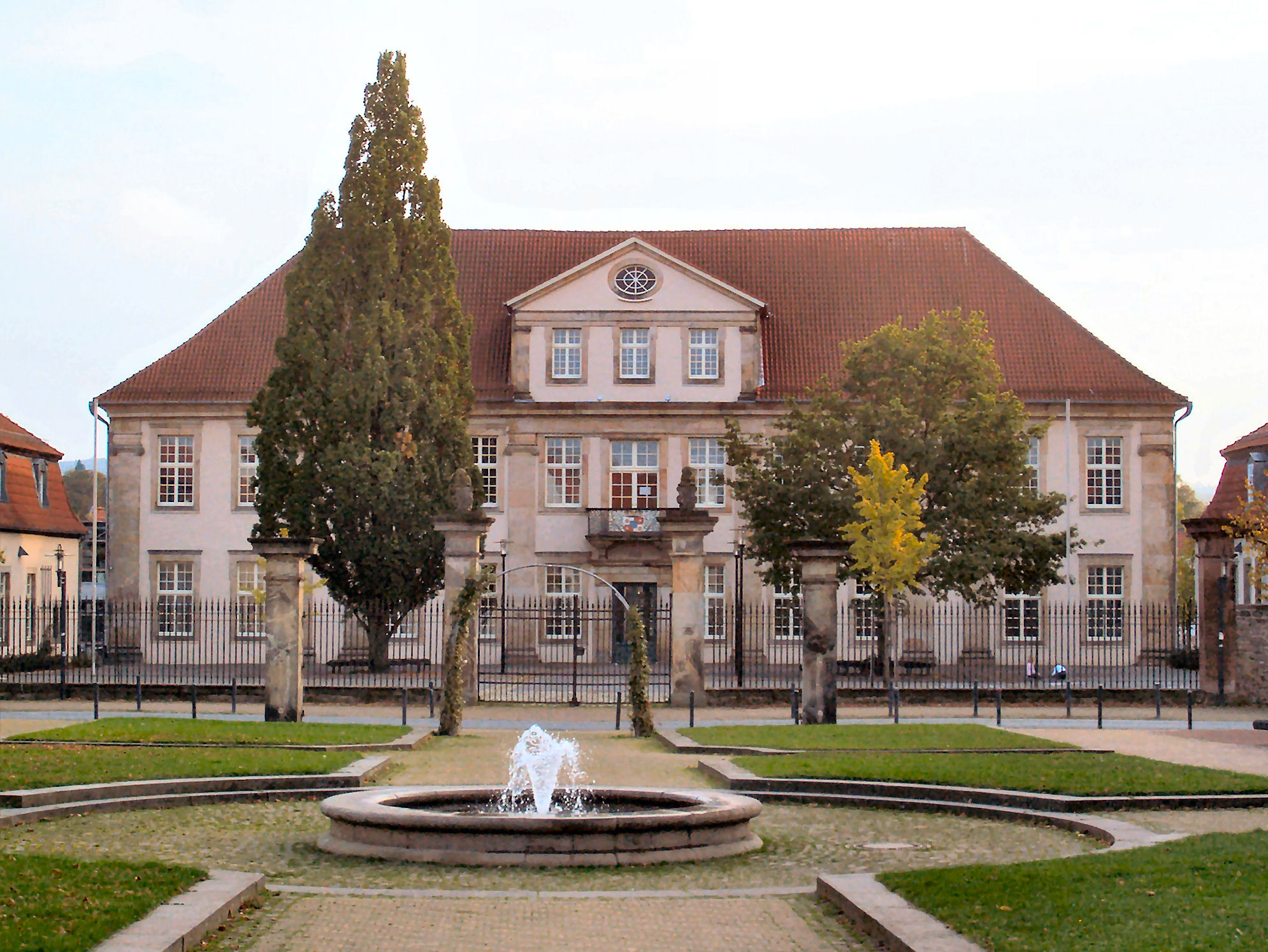
Lippehof, Wohnsitz der Familie, heute Engelbert-Kaempfer-Gymnasium
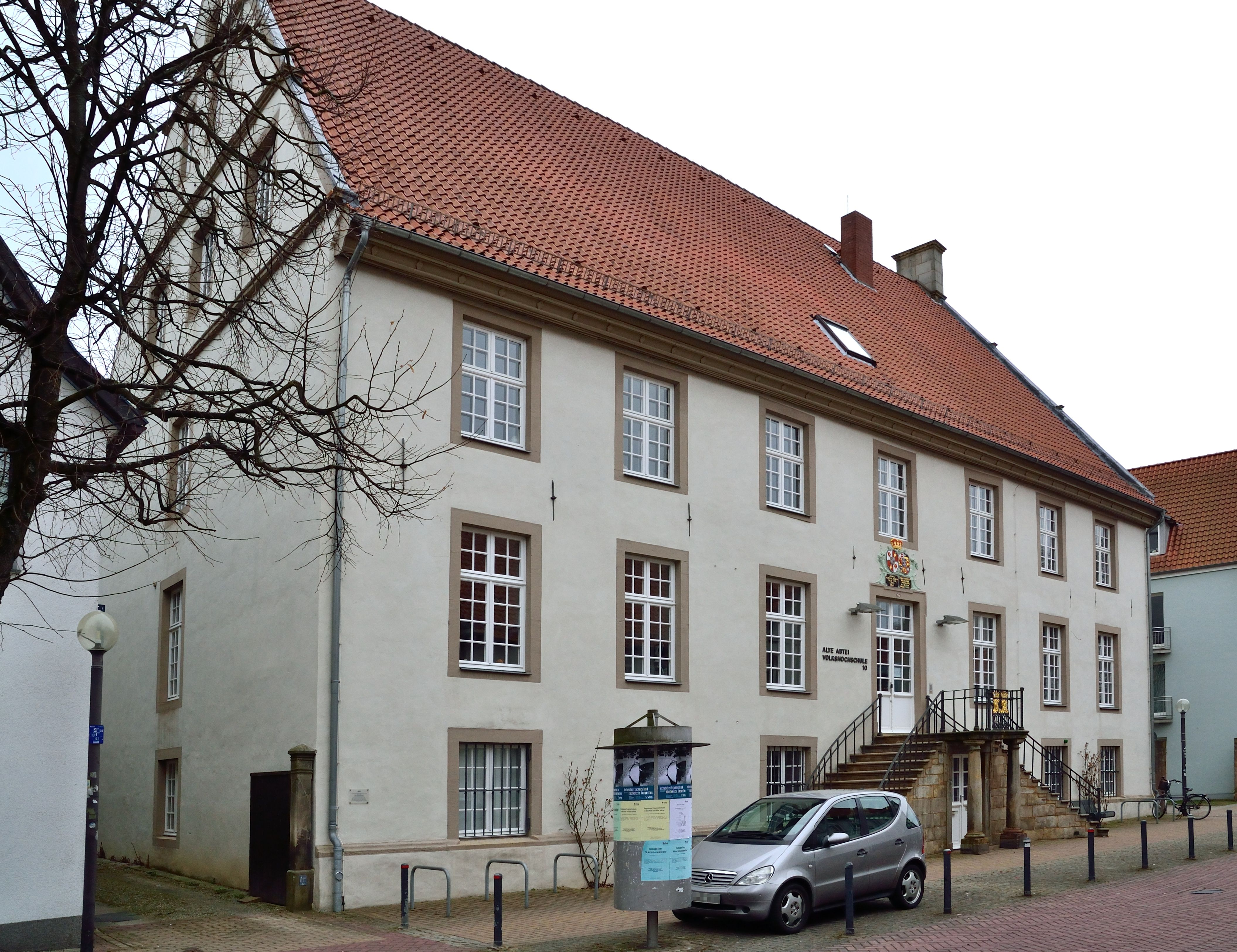
Alter Annenhof in Lemgo, benannt nach Anna von Hessen-Philippsthal-Barchfeld, heute Sitz der VHS Lemgo
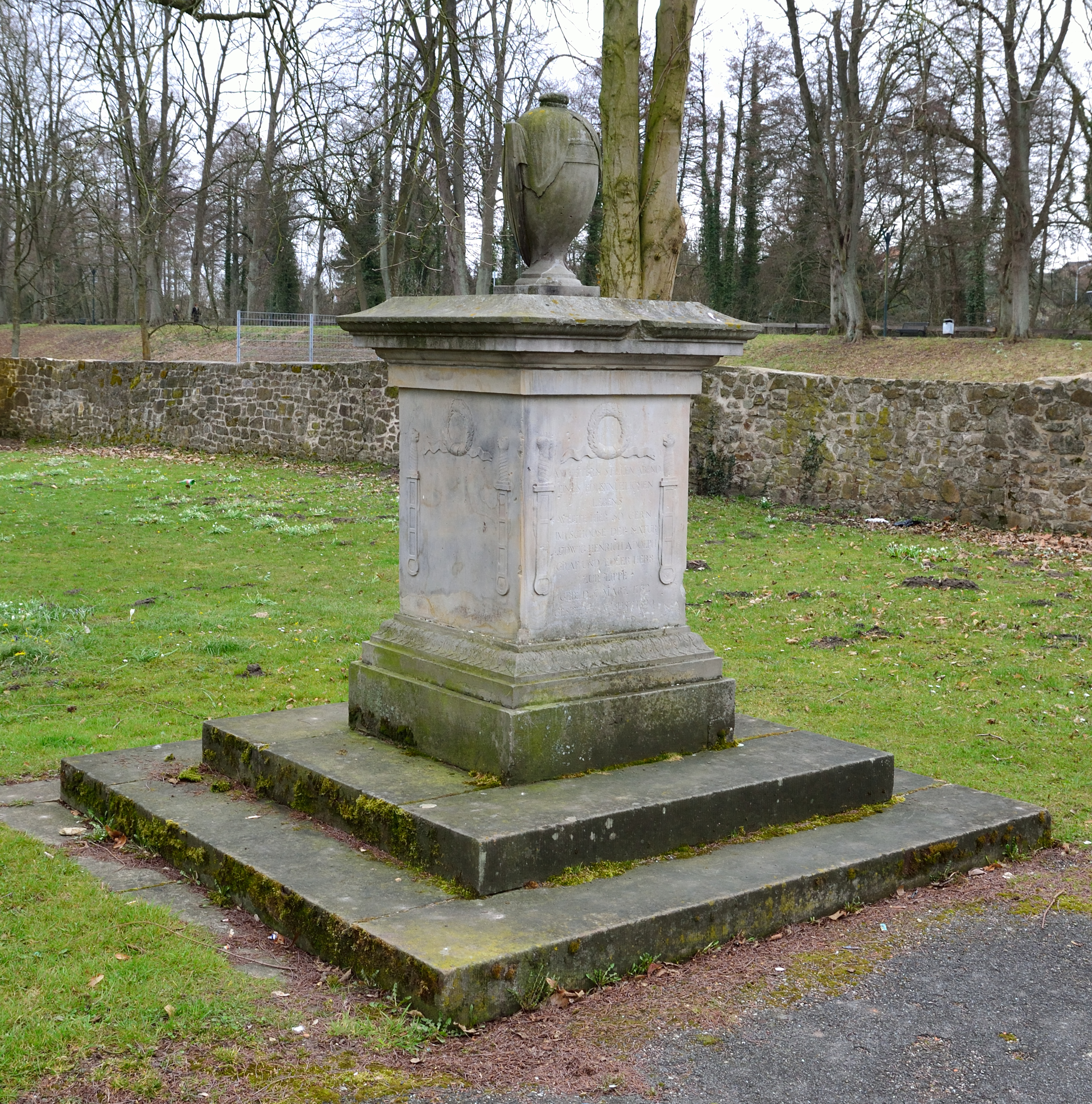
Denkmal des Grafen Ludwig zu Lippe-Detmold